# روبرت براون (لاعب كريكت جنوب إفريقي)
روبرت براون (21 أغسطس 1957 في جنوب أفريقيا - ) (بالإنجليزية: Robert Brown)‏ هو لاعب كريكت جنوب أفريقي.

## وصلات خارجية
- روبرت براون على موقع إي آس بي آن كريك إنفو (الإنجليزية)